# Іван (Снігурський)
Іва́н Снігу́рський (також Снігурович, Іоанн, Йоан; нім.  Iohann Śnigurski; пол. Jan Snigurski; 18 травня 1784, Берестяни — 24 серпня 1847, Перемишль) — український церковний і політичний діяч, з 1818 року греко-католицький Єпископ Перемиський, Самбірський і Сяноцький, доктор богослов'я, цісарсько-королівський дійсний тайний радник, декан богословського факультету при Всеучилищі Віденському, директор цісарсько-королівського Інституту філософійного Перемиського, голова Комісії убогих. Філантроп і меценат, прихильник освіти селянських мас.  
Перетворив Перемишль на осередок української музичної культури у ХІХ ст. Родич, опікун автора музики національного славню «Ще не вмерла Україна» греко-католицького священника Михайла Вербицького. 

## Життєпис

### Походження
Народився 18.05.1784 р. в селі Берестяни (Самбірський район, Львівська область), де його батько Іван (народився, ймовірно, у 1750 р., помер 23 травня 1799 р.) служив парохом. 20 травня 1784 р. був охрещений.
Мати Еуфросина (народилася, ймовірно, у 1750 р.) походила з священичого роду Вербицьких. 
У 1792 р. був відданий до "шкіл нормальних німецких до Самбора", які закінчив у 1795 р. У свідоцтві зазначено: "І.С. вивчив з перевагою навчальні предмети із завершенням першого класу і засвідчив особливо добрі манери у своїй поведінці". У 1799 р. мав піти до латинської гімназії в Самборі, але через смерть батька не мав чим заплатити за навчання.  
Через рік отримавши частково допомогу від родини, а частково завдяки власній праці (домовим Інструктором) у 1800 р. з відзнакою закінчив латинську цісарсько-королівську вищу гімназію в Самборі, отримавши нагороду як найкращий учень.

### Навчання у Львові (1800-1804)
Отримавши стипендію релігійного фонду ("Стипендіюм з фундушу релігійного") як Кандидат стану духовного, поступив на 4-літні студії у Львівському університеті, де вивчав філософію ("мудролюбіє") і богослов'я. Для допомоги овдовілій матері, підробляв, даючи приватні лекції з філософських предметів та математики. Жив скромно, як і згодом, коли став єпископом.
У 1803 р. закінчив трилітній Курс Мудролюбія (Філософії) з високими оцінками ("превосходними Кляссами" - cum Eminentiis), лише з "історії натуральної" мав "добре" ("першу кляссу").
Опісля поступив на Богослов'я у Всеучилище Львівське і поздавав всі предмети першого року, в т.ч. східні мови, з найкращими оцінками ("превосходними першии Кляссами" - prima cum Eminentia).

### Віденський період (1804-1818)
19 листопада 1804 р. для поглиблення богословських знань поступив на навчання у цісарсько-королівський університет у Відні ("цісарський Конвікт во Відни", "Всеучилище Віденське") на Богослов'я. Його професорами були: Др. Ян, Д. Тома Долінер, Д. Райберґер, Др. Райхенберґер, Едвард Мільде, Лянґ Директор Конвікту. За видатні манери, розум і зразкову поведінку став Підпрефектом і три роки був наставником над молодшими студентами. Тут він значно розширив свої знання про східний церковний обряд.
Після закінчення 3-го курсу богослов'я, 1807 р. отримав під-дияконські свячення з рук єпископа Перемиського Антона Ангеловича, котрий в той час прибув до Відня. 
Будучи питомцем 4-го курсу богослов'я (ймовірно — Віденської духовної семінарії для всіх греко-католиків Австрійської імперії, знаменитого "Barbareum") був рукоположений в церкві св. Варвари в священичий стан. За іншими даними, єпископ Антон Ангелович висвятив його на священика 15 березня 1807 р.
У 1808 р. з успіхом закінчив богословський факультет, після чого 1 листопада 1808 року став сотрудником ("духовним помічником" або "Кооператором") при руській церкви Св. Варвари во Відни.
Під час війни 1809 р. відвідував всі сім військових лікарень Відня, де служив як русинам, так і полякам. Те саме робив уже як парох під час наступної війни у 1813-14 рр.
1 листопада 1811 р. за проханням тодішнього пароха цієї церкви, о. Івана Ольшевського (Йоана Ольшавського), назначений сотрудником ("духовним помічником", "кооператором") при столичній греко-католицькій парохії. Як сотрудник, кожного тижня відвідував не тільки цивільну лікарню ("світську недужницю"), але і головну військову з власного бажання на волонтерських засадах. Також працював при Канцелярії Архиєпископа Віденського.
25 листопада 1811 р. захистив докторат з богослов'я і здобув науковий ступінь Доктора Богословія, призначений професором.
29 травня 1813 р. після призначення пароха церкви св. Варвари о. Івана Ольшавського на ординарія Мукачівської єпархії на його таки пропозицію консисторським декретом о. сотрудник Іван Снігурський наставляється парохом цієї церкви.
5 листопада 1816 р. був призначений членом новозаснованого Перемиським єпископом Михайлом Левицьким Товариства для видивання книг катехитичних і гомілетичних для просування правд віри християнської.
У 1817 р. став деканом богословського факультету Віденського університету.
Десятиліття, проведене в одній з європейських культурних столиць того часу, збігалося з піковою активністю музичного життя Відня — розквіт творчості Людвіга ван Бетховена, Франца Петера Шуберта, Карла Марії фон Вебера.
Будучи великим меломаном, І. Снігурський взорувався на таких славетних українців як Андрій Розумовський — сина останнього гетьмана України Кирила Розумовського, посла Російської імперії, мецената і товариша Людвіга ван Бетховена, який присвятив А. Розумовському 5 і 6 симфонії та свої останні квартети, автора колосальної нотозбірні, що є одним з національних музичних скарбів українців. 
Молодий богослов Іван Снігурський мав змогу не лише досконало опанувати церковний спів українських авторів, зокрема, культивованих у Barbareum Андрія Рачинського, Максима Березовського, Дмитра Бортнянського та сакральної європейської традиції, але опинився в епіцентрі симфонічної, оперної та вокальної музики того часу. Невипадково згодом, будучи Перемиським єпископом, він відкрив при Перемиській консисторії музичну школу, яка відіграла роль піонера у розвитку музичної освіти в Галичині ХІХ-го століття, зокрема у розвитку хорової музики.
Ще будучи парохом церкви св. Варвари у Відні, о. І. Снігурський вступив до першого в Галичині Товариства Галицьких і Духовних Греко-католицького обряду (Societas Presbyterorum Ritus Greko-catolici), яке заснував у Перемишлі організатор народної освіти о. Іван Могильницький, з метою зібрати якнайбільше людей, головно парохів, які би взяли під свій контроль і опіку справи народної освіти. Рекомендуючи його до товариства, о. Іван Могильницький представив о. І. Снігурського як доброго знавця руської (тобто, української) мови і граматики, що було необхідне при видаванні шкільних підручників, на підставі яких учні удосконалювали б знання рідної мови, а тим самим могли б краще розуміти літературні твори, писані на цій мові, виповідатися в ній.

### Перемиський єпископ (1818-1847)
У березні 1818 р. на 33-му році життя номінований цісарем Францом І на Перемиського єпископа і 30 серпня того ж року відбулась його інтронізація, яку довершив тодішній митрополит Львівський Михайло Левицький. Співсвятителем був римо-католицький перемиський єпископ Антоній де Голашевський (Antoni de Gołaszewski). На цій посаді пробув до смерті.
Вступивши на єпископський престіл, застав єпархію дуже занедбаною. Щоб пересвідчитись в її потребах, розпочав свою архиєрейську працю з візитації всіх, навіть найменших і найвіддаленіпих парохій — усіх разом 697. Історик та етнолог о. Михайло Зубрицький у своїх історичних розвідках описав візитацію владикою І. Снігурським бойківського села Мшанець. Основну масу вірних складали покріпачені неосвічені селяни, сільські священики переважно послуговувалися польською мовою, національної інтелігенції практично не було, оскільки давня русько-українська шляхта великою мірою була сполонізована, а спроби австрійського уряду запровадити початкову освіту серед селян блокувалися рішучим спротивом поміщиків.
Шовіністично налаштоване польське латинське духовенство робило численні доноси на нього до Риму, Відня, львівського губернатора, звинуваючуючи у розпалюванні національної ворожнечі. Домашній капелян і біограф владики о. Ю. Желехівський, що завжди супроводжував єпископа в усіх його подорожах, докладно описує народні торжества з нагоди посвячення владикою (він тоді повертався з відпочинку в Страшевичах) новозбудованої церкви Успенія Пресвятої Богородиці в Хирові та демарш, який вчинили присутні на консекраційних урочистостях польські священики з приводу виголошення о. Антонієм Добрянським оказійної проповіді «по-руськи». За то цей нечуваний до того факт, доконаний за розпорядженням владики, викликав еуфоричний ентузіязм народу, що розтягнув перше храмове свято майже на три дні.
Однак єпископ також користувався великою повагою серед польської, австрійської, чеської та німецької інтелігенції.
У 1831 році під час епідемії холери захворів, і хоч уже 13 років був єпископом, то через свою благодійність не мав вдома «ні крайцара», а коли посилав у магазин (до склепу), у якому завжди купував, за харчовими запасами, то продавець не хотів дати йому в кредит. Відтоді, як згадував його вихованець о. Іван Хризостом Сінкевич, почав іншим менше давати і рідше влаштовувати бали для чиновників, зате збирав він кошти на засновані ним «учрежденниї фундації», що існували щонайменше до часу спогадів о. Сінкевича, написаних у 1888 році.
У 1847 р. домігся запровадження в австрійському цісарсько-королівському війську для вояків-галичан інституції полкових греко-католицьких капелянів для цілої львівської митрополії.
Був головним співсвятителем на єпископських свяченнях:
- 1 липня 1832 р. - Архиєпископа львівського вірменського обряду Самуїла Кирила Стефановича (Samuel Cyryl Stefanowicz),[18]
- 18 травня 1838 р. - Мукачівського греко-католицького єпископа Василя Поповича,[19]
- 22 листопада 1840 р. - римо-католицького єпископа Тарнувського Юзефа Гжегожа Войтаровича (Józef Grzegorz Wojtarowicz),[20]
- 21 листопада 1841 р. - титулярного єпископа Помпеіополя в Кілікії (Pompeiopolis in Cilicia[21]) Григорія Яхимовича.[22]

#### Благодійність
Єпископ Снігурський відновив діяльність братства св. Миколая в Перемишлі, яке допомагало бідним студентам перемиського ліцею і займалося охороною пам'ятників старовини (братство існує донині), розгорнув надзвичайно широку благодійну роботу у різних формах.
У 1840 р. створив перший в Галичині Фонд допомоги вдовам і сиротам ("Фонд Вдів і Сиріт"), що опікувався священичими вдовами і сиротами.
Став одним з засновників «Просвіти» на Прикарпатті.
До кінця днів своїх займався харитативною діяльністю, а в Заповіті увесь маєток передав у власність перемиській капітулі на доброчинні справи. Також у Заповіті розпорядився великі суми грошей призначити на доброчинні цілі: для вдів і сиріт, для братства св. Миколая, для слуг і підданих, яким до того дарував їх задавнені борги. Сума з 5000 золотих ринських була призначена для студіюючої молоді, велика сума призначив на оплату учителів української мови, літератури, співу, музики та на оплату хористів катедрального хору. 200 з.р. заповів роздати бідним під час його похорону, причому зазначалося, що без різниці конфесійної приналежності.

#### Освітня та просвітницька діяльність
Постійно дбав про розвиток українського шкільництва і був сумлінним опікуном студіюючої молоді. 
Від 1817 до 1847 pp. він виконував обов’язки директора Філософічного і Богословського закладу, що постав в Перемишлі розпорядженням цісаря Франца І на просьбу перемишлян.
У 1820–30-х роках коло нього згуртувалися вчені та патріотично налаштовані священики, зокрема, вчений-філолог та інспектор парафіяльних шкіл о. Іван Могильницький, о.-ректор Генеральної Духовної семінарії Іван Лаврівський (перейшов у 1820 р. зі Львова до Перемишля), письменник, філолог, автор руської (української) граматики о. Йосип Левицький (приїхав до Перемишля у 1825 р., закінчивши Віденську духовну семінарію, отримав доручення від єпископа впорядкувати обряд в катедральному соборі за взірцем церкви Св. Варвари у Відні), етнограф, мовознавець о. Йосиф Лозинський (прибув до Перемишля після закінчення університетських студій у Львові), історик, краєзнавець о. Антін Добрянський та інші.
Закладав разом з отцями І. Могильницьким, І. Лаврівським парафіяльні школи (у 1832 р. у Перемиській єпархії було 385 парафіяльних шкіл на 697 парафій та 24 тривіяльні школи і дві головні), давав стипендії для студентів. 
Заохочував людей зі свого оточення вживати у повсякденному житті українську мову, надавав матеріальну і моральну підтримку літераторам. 
Разом з крилошанами архидияконом капітули Іваном Лаврівським та Іваном Могильницьким заснував при катедрі дорогоцінний архів, подбав про належне приміщення та фінансове забезпечення Бібліотеки Перемиської греко-католицької капітули, для якої з приватної збірки пожертвував 2096 томів.
Ініціативи Снігурського сприяли створенню атмосфери високої духовності та сформуванню у Перемишлі культурно-освітнього осередку, який започаткував українське національне відродження в Галичині. Фактично, Перемишль став єдиним осередком в Галичині, де розвивалася українська духовість. Львів, як адміністративна і політична столиця тодішньої Галичини тільки після «Весни народів» перебирає ініціятиву від Перемишля в розвитку української громадсько-політичної, науково-історичної та літературної думки. 

##### Перемиський дяко-учительський Інститут (Institum Cantorum et Magistrorum Scholae)
Заснував у жовтні 1817 року (за іншими даними — у 1818) за допомоги Івана Могильницького Дяко-вчительський інститут в Перемишлі (або "Інститут Дяків і Учителів"). На тодішнім язичію називалось «Заведеніе новческо — учительськое», а в урядовім губерніяльнім розпорядку «Pflanzschule für angehende Kirchensänger und Lehramtskandidaten». У 1818 р. статут Інституту був затверджений цісарем. 
Інститут утримувався з добровільних пожертв, на які о. І. Могильницький віддав майже все своє майно, а єпископ І. Снігурський купив «панське» село Новосілки поблизу Кальварії, доходи з якого призначив «на виховання 24 молодців, які мають здібності до учительського та дяківського сану». Однак, у своїй статті за 1863 р. о. Михайло Вербицький говорить про цей факт у контексті історії музичної школи («співочо-музичного закладу при престольній греко-католицькій церкві у Перемишлі»). Також на утримання Інституту виділялися особисті кошти І. Снігурського, пожертви парохів, відчислення від доходів з парафіяльних нерухомостей в Перемишлі. У 1841 р. єп. І. Снігурський передав куплене село Новосілки греко-католицькій перемиській капітулі з тим же обов'язком. Грамота написана на пергаменті в книгах цісарсько-королівської краєвої табули у Львові.
В інституті викладали логіку, науку віри, старослов'янську й руську (українську) граматики, церковонослов'янську, німецьку та польську мови, арифметику, каліграфію і багатоголосий церковний спів. 
Ймовірно, навчання тривало 2 роки, по закінченні яких випускники могли потім на вчительських посадах у звичайних («тривіальних») та приходських школах навчати школярів серед інших предметів багатоголосому співу, як це традиційно було заведено в Чехії. 
З 1848 р. (рік скасування панщини) тут навчалося 40 юнаків. Інститут підготував чимало працівників для народної освіти, сприяв піднесенню рівня навчання в школах.

##### Перемиська гімназія (з 1826 р.)
Колишню єзуїтську п'ятикласну гімназію з латинською мовою викладання, удержавлену (тобто, перетворену на світський навчальний заклад) після розділу Польщі та встановлення Австрійської імперії, реорганізовано у 1818 році після наполеонівських війн у восьмикласну (два останні роки були німецькою мовою навчання та називалися «філософічним ліцеєм»). Випускники таких гімназій мали право поступати в університет. 
Зазвичай нагляд над такими світськими гімназіями і ліцеями передавали до рук римо-католицьких єпископів та їхніх каноніків. Однак, оскільки у перемиському ліцеї була більшість греко-католиків, педагогічний нагляд над перемиською гімназією і ліцеєм передано у 1824 р. винятково греко-католицькому єпископу Івану Снігурському, який вів його аж до смерті у 1847 р. Учнем цієї гімназії був о. Михайло Вербицький.
У 1825 р. у Відні при храмі св. Варвари служив відомий проповідник о. Петро Паславський із Лазів (Перемиська єпархія), а також навчалися 4 студенти IV курсу, по одному - ІІІ і ІІ курсів та два студенти І курсу, які були родом із Перемиської єпархії.
У 1826 р. Снігурський став почесним головою філософського факультету Перемиського ліцею.

##### Перемиська музична школа (з 1828 р.)
До 1827 року не існувало багатоголосого співу ні у церквах Перемишля, ані у Львові. Навіть у митрополичій церкві дяки без будь-яких музичних знань співали Літургію (станом на 1863 рік така ситуація збереглася лише у сільських та маломіських церквах). Тоді в церквах панувало одноголосся (самолівка) та двоголосся (єрусалимка — спів з вторуванням у терцію, що поєднував східний хорал з народною піснею, в цілому убогою та одноманітною, т. зв. примітивний дяківський спів.
1828 року Владика Снігурський заснував при перемишльській катедрі ГКЦ хор. Спершу 4 юнаки, які проживали в його палаті, ходили на репетиторство до єдиної людини у Перемишлі, здатної навчити багатоголосому співу, — старого і вже безголосого Вікентія Курянського, що працював у катедральному костелі латинського обряду. Один із юнаків, ліцеїст Яків Неронович, за дуже короткий час став імпровізованим директором хору (який поповнювався іншими «домашніми», що проживали у палаті єпископа) і по неділях та у свята у престольній греко-католицькій церкві у Перемишлі юнацький хор співав Службу Божу, що стало першою спробою багатоголосого співу «на Русі Галицькій». Перші учні перемиської музичної школи: Михайло та Володислав Вербицькі, Олексій Осика, Матвій Пинковський, Іван Абрамик, Георгій Чижевич, Іван Кордасевич. Вербицький особливо виділяв співаків Івана Хризостома Сінькевича (сопрано), Матея Піньковського («альто-півец»), Григорія Чижевича і Спиридіона Алексевича (тенори).
На Великдень 1829 року хор з великим успіхом дебютував в урочистому богослужінні, на якому Михайло Вербицький разом з Іваном Лаврівським виступили як солісти. Солісткою катедрального хору на цій великодній відправі стала також донька міського старости поляка Вінклера, також капітана австрійського військового гарнізону Шенка.
Побачивши такий блискучий результат, Іван Снігурський у 1829 році запросив із міста Брно (Чехія) кваліфікованого диригента й композитора Алоїза Нанке (Alojis Nanke), який працював п'ять років мистецьким керівником та диригентом невеликого чоловічого хору при катедральній церкі св. Івана Хрестителя, часто співав у церквах і костелах, а також на єпископських гостинних прийняттях. Нанке був рівнож і вчителем співу при Дяко-учительськім інституті в Перемишлі. За викладання «у співочо-музичній школі у єпископській палаті» («Заведеніє пЂвческо-учительскоє») і директорство над нею отримував зарплату безпосередньо від єп. Івана Снігурського у розмірі 400 р. м. к. за рік. Саме в нього Вербицький отримав ґрунтовну музичну освіту, зокрема, з композиції.
У хорі та в школі велося навчання нотної грамоти і гри на різних інструментах. Чільне місце серед вчителів і хомейстерів, окрім Алоїза Нанке, посідали інші чехи - Вінсентій Серсаві (Вінсент Серсавій, Vincent Sersavi, із зарплатою 200 р. м. к., «басо-півец») Людвиг Седляк та Франтішек Лоренц (Franz Lorenz), оскільки Чехія на той час славилася своїми висококваліфікованими інструменталістами, дириґентами, музичними педагогами. Залучення чеських музикантів до праці в перемиському осередку було закономірним і показовим не лише для його професійної скерованості, а й для його патріотичного громадсько-політичного спрямування, оскільки близькі контакти українських і чеських культурних діячів в Австрійській імперії посилювали спільні спрямування суспільних рухів до утвердження національної самосвідомості, розвитку культурної самобутності.
Серед відомих вихованців музичної школи був о. П. Любович. 
Тут вперше після Відня почали виконуватися твори Дмитра Бортнянського, з якими І. Снігурський познайомився ще в церкві св. Варвари. Як подають тогочасні джерела, школа мала характер консерваторії, а катедральний хор, складений з учнів цього музичного закладу дорівнював вимогам оперного співу. Звідси розповсюджувався багатоголосий церковний спів не тільки в Галичині, але й на Закарпатті та Буковині.  
Успіхи перемишльського катедрального хору мали величезний вплив на розповсюдження хоральних співів по інших греко-католицьких єпархіях, зокрема львівській. 

##### Українська друкарня у перемишлі (з 1829 р.)
На той час видавнича діяльність в Галичині занепала, букварі для народних шкіл вчителі та учні писали самі від руки, а церковні книги завозили з Почаївського монастиря. 
Розуміючи загальну потребу організації видавничої діяльности Снігурський 1829 р. викупив друкарню у поляка Я. Голумбієвського (за іншими даними — у "вдови померлого польського друкаря") і добився дозволу на заснування української друкарні в Перемишлі (т.зв. "крилошанська друкарня"), в якій окрім друку церковних книг «мертвою» церковно-слов'янською мовою, було негайно налагоджено масовий випуск підручників для народних шкіл.    
Першим керівником друкарні був назначений о. Й. Левицький, котрий вистарався про кириличні черенки, якими друкували, в першу чергу, шкільні підручники і молитовники.     
В перемишльській друкарні були надруковані «Азбука і абецадло» о. Маркіяна Шашкевича, «Рускоє весілє» о. Йосифа Лозинського, коштом єпископа Снігурського був прекрасно виданий великого формату «Служебник сиріч Літурґікон», а крім того ціла серія польських книжок.
Владика матеріально підтримував і заохочував українських авторів, виплачуючи їм гонорари з власних коштів. О. Яків Головацький, один із засновників "Руської Трійці", залишив спогади про подарунок йому 50 гульденів від Снігурського на покриття коштів приготування до друку зібраних ним пісень, що став його першим гонораром за літературні праці.

##### Перемиська духовна семінарія (з 1845 р.)
Складаючи подячну візиту цісареви Фердинандови І за присвоєння йому почесного титулу «його превосходительство», яке, як правило, належалося тільки митрополитам, Його Превосходительство єп. Іван Снігурський добився у монарха дозволу на відкриття у Перемишлі у 1845 р. духовної семінарії  четвертого року навчання (після навчання на перших курсах у Львові).
Це друга духовна семінарія на Галичині. Її випускником у 1850 р. став о. Михайло Вербицький.

### Похорон і перепоховання
24 вересня 1847 р. у віці 63 років передчасно помер. Останнім сповідником був о. Теодор Лукашевський, перемиський крилошанин.
Поховано його 28 вересня на громадському цвинтарі коло церкви Благовіщення, бо бажав собі вічного спочинку серед своїх вірних. У похороні взяло участь більше 100 українських і польських священників, римо-католицький єпископ (очолював), найближча родина, інтелігенція, урядники різних урядів, велика маса народу. Похід замикала велика група перемиських євреїв (ізраелітів у святкових сабашових вбраннях) на чолі з рабином, що в урочистому облаченні йшов із Торою в руках, які зупинилися перед входом на цвинтар і чекали аж до закінчення чину погребення.
Після закриття перемиського цвинтаря було забуто про місце його захоронення. Але на 50-ту річницю його смерти у 1897 р. могила була віднайдена і його тіло перенесли в крипту перемиського катедрального собору Івана Хрестителя та перепоховали під великим престолом.
У зв'язку з тим, що польські монахи-кармеліти у скандальний спосіб забрали перемиську греко-католицьку катедру Івана Хрестителя після ліквідації радянським союзом УГКЦ у 1946 р. та відмовилися повернути катедральний храм українцям (від 1957 року о. Сильвестер Крупа, а в 70-тих роках о. Митрат В. Гриник безуспішно боролися за повернення цієї святині греко-католикам Перемишля, а у 90-х рр. розпочався відкритий конфлікт за цей храм, коли польські кармеліти разом з місцевими антиукраїнськими силами не допустили до компромісу в пропозиції спільного користування цим храмом у перехідний час, довівши ситуацію до скандалу і не дозволивши увійти в храм папі Івану Павлові ІІ під час його паломництва до Перемишля у 1991 р.), 16 грудня 2003 р. у Перемишлі здійснено ексгумацію і перенесення останків греко-католицьких єпископів Івана Снігурського та Максиміліяна Рилло до теперішньої катедри св. Йоана Хрестителя. Перенесено металеву труну і кам'яну таблицю з написом «Єпископ Йоан Снігурський. 1818-1847». При перенесенні останків були присутні о. Андрій Ґут, о. мітрат Євген Попович, о. Даріуш Заба, о. канцлер Богдан Степан, п. Євген Завалень, п. Роман Блюй, п. Василь Гришко, директор єпархіяльної бібліотеки п. Богдан Білий.
У 2007 році вдалось витягнути з підземелля Храму Кармелітів останній слід перебування там греко-католицкого осідку - старинну надмогильну споруду єп. Івана Снігурського (коли польські кармеліти заволоділи храмом, вони зняли іконостас, стягнули ікони, ліквідували всі українські таблиці й написи, в т.ч. мармурову пропам'ятну таблицю в 100-у роковину уродин о. Маркіяна Шашкевича, у 1970-х роках демонтували позолочену митру на бані каплиці св. Миколая, а в 1990-х - зняли копул і великий 150-кг хрест, що містив 50 кг чистого золота, повісили таблиці антиукраїнського змісту та перетворили храм на політичний центр боротьби з українцями Перемишля).

## Вшанування пам'яті
- О. Йосип Лозинський — греко-католицький священик із Яворова — автор першої монографії про єпископа "Життя Іоана Снігурського", яка була надрукована у Львівській Ставропігії у 1851 р.[4]
- Через рік від появи  Житя Йоана Снігурського, його скорочену версію передрукував Василь Ковальський у хрестоматії  Руска читанка для нижшої ґімназиї (Часть І. Відень 1852. С. 272-284).[39]
- Одразу після смерті розпочався збір коштів по всій Перемиській єпархії на встановлення надгробного пам'ятника, однак упродовж щонайменше 5 років його не могли поставити. Ймовірно, встановили близько 1855 р.[40]
- У січні 1857 р. віденський «Вістник для русинів австрійської Держави» писав, що  замовили в Кракові у Г. Ґаллі бившого профессора іскуства різьби при всеучилищи, для престольної церкви Перемискої памятник із чороного мрамора 5 і ½ локтя висоти і сорозмірної широкости в ґотическім виді з погрудієм високого Покійника і владичими отличіями, як з приличним золоченим надписом. Це була а епітафійна таблиця, яку вмуровано в стіну собору св. Івана Хрестителя, і яка після перебудови святині у 60-их рр. ХХ ст. була знищена новими господарями (поляками?).[37]
- Від 1881 року його ім'я носить вулиця (пол. ul. Biskupa Jan Śnigurskiego) в м. Перемишль[41]
- О. І. Наумович до 100-х роковин з Дня народження єпископа видав книжечку «Життя преосвященного єпископа Перемиського, Самбірського і Сяноцького І. Снігурського», надруковану у 1884 р. накладом товариства ім. М. Качковського.[4]
- О. Юстин Желеховський — греко-католицький священик, вчитель Перемиської гімназії, професор богослов'я, домашній капелан і біограф владики — до 110-ї річниці з Дня народження Івана Снігурського присвятив працю «Іоан Снігурський, його життя і діяльність в галицькій Русі», яка була надрукована у Львівській Ставропігії (1894).[4][42]
- О. Михайло Зубрицький — священик УГКЦ, парох с. Мшанець, етнограф, фольклорист, історик, громадський діяч — автор історичної розвідки про єпископа.
- 25 вересня 1897 р. у Перемишлі відбулися заходи з нагоди перенесення останків єпископа Снігурського з цвинтаря до катедрального собору святого Йоана Хрестителя, приурочені до 50-ї річниці з дня смерти владики.
- 13 травня 1990 р. у с. Берестяни відкрили і освятили меморіальну дошку на церкві з написом: «Видатному діячу рідного краю, засновнику просвіти на Прикарпатті, уродженцю Берестян єпископу Івану Снігурському». Літургію очолив владика Юліан Вороновський. У створенні меморіальної дошки доклали зусиль Мар’ян Воробець, Богдан Москвитин, Іван Чижович.[4]
- З нагоди 240-ї річниці від Дня народження Івана Снігурського в Самборі було урочисто погашено присвячені йому пам'ятну поштову марку й конверт. Символічний дизайн конверта розробив художник Андрій Пилюх. Степан Павлішак організував виставку "Імені Бога Всевишнього", що зібрала багатий архів історичних матеріалів, фотографій, буклетів і листівок, присвячених діяльности єпископа.